# Йоргенсон, Дейл
Дейл Уэлдо Йоргенсон (англ. Dale Weldeau Jorgenson; МФА [deɪl ˈweldəu ˈʤɔrgəns(ə)n]; 7 мая 1933, Бозмен, Монтана[…] — 8 июня 2022, Кембридж, Массачусетс) — американский экономист.
Доктор философии (1959), профессор Гарварда.
Член Национальной академии наук США (1978) и Американского философского общества (1998).

## Биография
Бакалавр экономики колледжа Рид (1955), магистр (1957) и доктор философии по экономике (1959) Гарвардского университета. Работал в Калифорнийском (кампус в Беркли, 1959-1969) и Гарвардском (с 1969) университетах, был именным профессором последнего (Samuel W. Morris University Professor), с 1980 года был именным профессором «Frederic Eaton Abbe Professor» экономики, в 1994-1997 годах завкафедрой экономики.
Член Американской академии искусств и литературы (1969) и Шведской королевской академии наук (1989), фелло Американской ассоциации содействия развитию науки (1982), Американской статистической ассоциации (1965) и Эконометрического общества (1964). Президент Эконометрического общества (1987) и Американской экономической ассоциации (2000; почетный фелло, 2001).
Был женат.
Скончался 8 июня 2022 года.
Награждён медалью Дж. Б. Кларка (1971). Лауреат премий Джона Коммонса (1983) и Адама Смита (2005).

## Основные произведения
- «Послевоенный экономический рост Соединенных Штатов» (Postwar U.S. Economic Growth, 1995);
- «Эконометрическая модель общего равновесия» (Econometric General Equilibrium Modeling, 1998).